# Gozd Martuljek
Gozd Martuljek je naselje u slovenskoj Općini Kranjskoj Gori. Gozd Martuljek se nalazi u pokrajini Gorenjskoj i statističkoj regiji Gorenjskoj. 

## Stanovništvo
Prema popisu stanovništva iz 2002. godine naselje je imalo 624 stanovnika.